# Communauté de communes du Val de Noye
La communauté de communes du Val de Noye  est une ancienne communauté de communes française, située dans le département de la Somme.
Elle fusionne  avec la communauté de communes Avre Luce Moreuil à compter du 1er janvier 2017 pour former la  Communauté de communes Avre Luce Noye.

## Histoire
La communauté de communes, créée par un arrêté préfectoral du 11 mai 2001, succède, conformément aux dispositions de la Loi Chevènement, au District du Val de Noye, créé en 1994, et que présidait William-Henri Classen, maire d'Ailly-sur-Noye et conseiller général du canton éponyme.
Celui-ci remplaçait un SIVOM, créé en 1961.
Dans le cadre des dispositions de la loi portant nouvelle organisation territoriale de la République du 7 août 2015, qui prévoit que les établissements publics de coopération intercommunale (EPCI) à fiscalité propre doivent avoir un minimum de 15 000 habitants, la préfète de la Somme propose en octobre 2015 un projet de nouveau schéma départemental de coopération intercommunale (SDCI) qui prévoit la réduction de 28 à 16 du nombre des intercommunalités à fiscalité propre du Département. 
Après des hypothèses de regroupement des communautés de communes du Grand Roye (CCGR), du canton de Montdidier (CCCM), du Santerre et d’Avre, Luce et Moreuil, la préfète dévoile en octobre 2015 son projet qui prévoit la « des communautés de communes d’Avre Luce Moreuil et du Val de Noye  », le nouvel ensemble de 22 440 habitants regroupant 49 communes,. À la suite de l'avis favorable des intercommunalités de la commission départementale de coopération intercommunale en janvier 2016, la préfecture sollicite l'avis formel des conseils municipaux et communautaires concernés en vue de la mise en œuvre de la fusion le 1er janvier 2017.
Néanmoins, la mise en œuvre de la fusion est rendue plus complexe par les inquiétudes que fait courir le rapport de la chambre régionale des comptes qui critique la gestion passée de la CCALM,.
La communauté de communes Avre Luce Noye constituée par cette fusion est néanmoins créée, après consultation des conseils communautaires et municipaux concernés, par un arrêté préfectoral du 22 décembre 2016,, qui prend effet le 1er janvier 2017.

## Le territoire communautaire

### Composition
Cette communauté de communes était composée en 2016  des 26 communes suivantes :
1. Ailly-sur-Noye
2. Aubvillers
3. Chaussoy-Epagny
4. Chirmont
5. Cottenchy
6. Coullemelle
7. Dommartin
8. Esclainvillers
9. Flers-sur-Noye
10. Folleville
11. Fouencamps
12. Fransures
13. Grivesnes
14. Guyencourt-sur-Noye
15. Hallivillers
16. Jumel
17. La Faloise
18. Lawarde-Mauger-l'Hortoy
19. Louvrechy
20. Mailly-Raineval
21. Quiry-le-Sec
22. Rogy
23. Rouvrel
24. Sauvillers-Mongival
25. Sourdon
26. Thory

### Démographie
| 1968  | 1975  | 1982  | 1990  | 1999  | 2008  | 2014  |
| ----- | ----- | ----- | ----- | ----- | ----- | ----- |
| 6 901 | 6 639 | 7 343 | 7 834 | 8 217 | 8 985 | 9 659 |

## Administration

### Siège
L'intercommunalité avait son siège à Ailly-sur-Noye, 1, rue du Docteur Binant.

### Élus
La communauté était gérée par des conseillers municipaux délégués par chacune des communes membres, qui formaient le Conseil communautaire.

### Liste des présidents
| Période | Période       | Identité              | Étiquette     | Qualité |
| ------- | ------------- | --------------------- | ------------- | --- |
| 2001    | décembre 2016 | Jean-Claude Leclabart | DVD puis LREM | Agriculteur, chef d'entreprise de négoce Maire de La Faloise (1997 → 2017) Député de la Somme (4e circ.) (2017 → ) |

### Compétences
Les communes avaient transféré à la communauté les compétences suivantes  : 
- Action de développement économique (Soutien des activités industrielles, commerciales ou de l'emploi, Soutien des activités agricoles et forestières...)
- Action sociale et aide sociale facultative  
  - Gestion d'un service d'aides aux personnes âgées et/ou handicapées regroupant toutes les actions en faveur du maintien à domicile
  - Gestion d'un Relais Assistantes Maternelles[17]
  - Gestion du logement d'urgence sis à Ailly-sur-Noye.
  - Étude, réalisation et gestion des futures structures multi-accueil publiques (crèche, halte-garderie) pour les enfants de moins de quatre ans.
  - Participation aux actions d'insertion par l'économie et autres structures à vocations sociales et économiques.
- Assainissement non collectif
- Constitution de réserves foncières
- Activités et équipements culturels socioculturels,  et sportifs : 
  - Construction, entretien et fonctionnement des équipements culturels et sportifs :
  - Organisation de l'activité « Tickets Sports » et aide financière au fonctionnement des associations qui participent à cette activité ou tous autres dispositifs venant s'y substituer.
  - Mise à disposition des associations d'un animateur sportif et des équipements sportifs communautaires.
  - Étude, réalisation et gestion des futurs équipements culturels et sportifs dont l'intérêt communautaire sera défini à partir des critères suivants: 
    - usage diversifié (publics scolaires, adolescents, adultes)
    - équipement structurant et pertinent à l'échelle du territoire
    - équipement permettant la pratique des activités sportives ou culturelles à l'exception des terrains de boules et des équipements non homologués. )
- Création, aménagement, entretien de la voirie, c’est-à-dire de l'ensemble des voies communales du périmètre communautaire (hors chemins ruraux) pour : 
  - L'aménagement, l'entretien et la création de voies nouvelles.
  - Dans l'emprise de la voirie communautaire, l'étude et la réalisation de parkings publics de capacité supérieure à six places et de la signalisation directionnelle.
  - Prise en charge financière de la signalisation de police.
  - La mise en place et la gestion d'une signalisation destinée à prévenir des dégradations des voies communautaires en période de dégel.
  - La mise en place d'un plan de viabilité hivernale sur les voies communautaires afin d'assurer la surveillance et le traitement du réseau de jour comme de nuit. )
- Création, aménagement, entretien et gestion de zone d'activités industrielle, commerciale, tertiaire, artisanale ou touristique
- Création et réalisation de zone d'aménagement concertée (ZAC)
- Établissements scolaires
- Études et programmation
- NTIC (Internet, câble...)
- Programme local de l'habitat
- Protection et mise en valeur de l'environnement 
  - Entretien : 
    - Des chemins de randonnée pédestre 
      - dits de petite randonnée (PR) : Le Petit Val Saint-Nicolas, La Vallée Grand-Mère, Autour de Courcelles, La Chaussée, Le Visigneux, Saint Aubin, Autour d'Ainval, Le Langueron, Les Longues Avoines, Saint Ulphe, Les Belles Vues, Bois du Roi, Circuits du Cambos, Circuits de l'Estoc.
      - dits de grande randonnée (GR) : Numéros 123 - 124

    - Des chemins de randonnée VTT labellisés Fédération Française de Cyclisme : Circuit noir, rouge, bleu et vert.

  - Participation financière en lieu et place des communes à des organismes chargés de résoudre les problèmes de ruissellement des eaux et d'érosions des sols.
  - Réalisation d'opérations de reboisement et de plantations sur les parcelles identifiées dans l'inventaire annexé aux  statuts.
  - Collecte et traitement des déchets des ménages et déchets assimilés
- Tourisme 
  - Aide directe à l'office de tourisme communautaire du Val de Noye dans le cadre d'un contrat d'objectifs pluriannuel avec élaboration du budget afin de définir les modalités de fonctionnement et d'actions de celui-ci.
  - Développement de l'attractivité touristique par l'étude, l'aménagement et la création d'infrastructures dont l'intérêt communautaire répondra aux critères suivants :
    - usage diversifié (adolescent, adulte)
    - équipement structurant et pertinent à l'échelle du territoire. )
- Transport scolaire
- Mise en œuvre d'études et d'actions tendant à favoriser le développement de l'internet sur le territoire.
- Adhésion à un syndicat mixte et aux structures de développement par délibération du Conseil Communautaire.
- Prise à bail de logements en cas de besoin pour satisfaire à la demande d'hébergement de la gendarmerie.
- Paiement en lieu et place des communes des frais liés à la capture des animaux errants et à l'enlèvement des animaux morts sur les voies publiques du territoire communautaire
- Élaboration d'un schéma directeur éolien

### Budget et fiscalité
La Communauté de communes était un établissement public de coopération intercommunale à fiscalité propre.
Afin d'assurer ses compétences, la communauté de communes percevait une fiscalité additionnelle aux impôts locaux perçus par les communes, avec une fiscalité professionnelle de zone et sans fiscalité professionnelle sur les éoliennes.
Elle percevait également la taxe d'enlèvement des ordures ménagères (TEOM), qui finance le fonctionnement de ce service public.

## Réalisations et projets
- Pôle d'excellence rurale : "côté nature ... côté culture ... projet des 3 vallées"
- Dans le cadre du Syndicat Mixte du Pays de Somme Sud Ouest, étude d'intégration territoriale de parcs éoliens